# Sillogismo di Boole
La logica booleana, o sillogistica di Boole, è un sistema di logica sillogistica inventato dal matematico britannico del XIX secolo George Boole, il quale tentò di incorporare nella teoria l'"insieme vuoto", cioè una classe di entità inesistenti, come i quadrati rotondi, senza ricorrere a valori di verità incerti.
Nella logica booleana, gli enunciati universali "ogni S è P" e "nessun S è P" (che sono detti contrari tra loro nello schema aristotelico tradizionale) sono compossibili a condizione che l'insieme di "S" sia l'insieme vuoto. "Ogni S è P" è interpretato nel senso che "non c'è nulla che sia S che [sia] non-P"; "nessun S è P" è interpretato nel senso che "non c'è niente che sia S che [sia] P". Per esempio, poiché non esiste niente che sia un quadrato rotondo, aggiungendo una congiunzione logica rispetto al colore viola, è vero sia che “niente è un quadrato rotondo e viola”, sia che “niente è un quadrato rotondo e non-viola”. Pertanto, sono vere entrambe le rispettive affermazioni universali, cioè che "tutti i quadrati rotondi sono viola" e "nessun quadrato rotondo è viola".
Allo stesso modo, la relazione subcontraria si dissolve tra le affermazioni esistenziali "qualche S è P" e "qualche S non è P". La prima è interpretata come "c'è qualche S tale che S sia P", mentre la seconda è interpretata come "c'è qualche S tale che S non è P": entrambe sono chiaramente false laddove S è inesistente.
Pertanto, anche la relazione subalterna tra proposizione universale ed proposizione esistenziale non regge, poiché per S inesistente, la proposizione "Ogni S è P" è vera, ma non è implicato che "Qualche S è P", che al contrario è falsa.
Quindi, del quadrato aristotelico di opposizione restano vere solo le relazioni contraddittorie.